# Cothurus bordoni
Cothurus bordoni is een keversoort uit de familie spartelkevers (Mordellidae). De wetenschappelijke naam van de soort is voor het eerst geldig gepubliceerd in 1987 door Franciscolo.